# Spherillo vitiensis
Spherillo vitiensis är en kräftdjursart som beskrevs av James Dwight Dana 1853. Spherillo vitiensis ingår i släktet Spherillo och familjen Armadillidae. Inga underarter finns listade i Catalogue of Life.